# Sbeïtla (délégation)
Sbeïtla est une délégation tunisienne dépendant du gouvernorat de Kasserine.
En 2004, elle compte 69 539 habitants dont 34 657 hommes et 34 882 femmes répartis dans 13 334 ménages et 15 083 logements.